# ブライトライン (列車)
ブライトライン（英語: Brightline）は、アメリカ合衆国の民間旅客鉄道All Aboard Florida社が運行しているマイアミ中央駅 - ウェストパームビーチ駅 - オーランド国際空港駅を結ぶ旅客鉄道であり、アムトラックのアセラ・エクスプレスに次いでアメリカ史上2番目となる高速列車である。全線開業時には年間530万人の利用が見込まれており、第三期としてタンパまで延伸する構想もある。

## 概況
フロリダ州では過去2回高速鉄道計画が検討されたが頓挫している。まず、2000年11月の州民投票で公営高速鉄道の導入が決定したが、その後費用負担をめぐり2004年11月の州民投票で否決された。次に、フロリダ州がバラク・オバマ政権の鉄道助成金約20億ドルを利用しタンパ - オーランド間(約130km)に高速鉄道を敷設するFlorida High Speed Corridor計画を推進していたが、2011年2月リーマンショックによる財政難を理由に計画が中止された。
2012年3月フォートレス・インベストメント・グループ傘下のフロリダ東海岸産業(略称・FECI)は代替案として時速200km/h以下の旅客鉄道に変更し、既存路線195mile(313km)を流用しつつブレバード郡ココア - オーランド間40mile(64km)を新設する民間高速鉄道計画「All Aboard Florida(AAF)Project」を発表した。FECI社はフロリダ州に不動産王ヘンリー・フラグラーが設立した二級鉄道フロリダ東海岸鉄道（FEC）で石灰岩運搬やインターモーダル輸送といった貨物輸送事業を行っており、この路線を活用するというものであった。
2014年に事業会社All Aboard Florida社が設立され、連邦鉄道局の鉄道復旧改善融資(略称・RRIF)から17.5億ドルの借入れが決まると3回目にしてようやく事業化に至り、2018年1月13日ウェストパームビーチ駅 - フォートローダーデール駅間で先行開業し、2018年5月19日には、マイアミ中央駅まで延伸。マイアミとウェストパームビーチ間の所要時間は約1時間20分である。
2018年11月、All Aboard Florida社はヴァージン・グループと戦略的提携を結ぶと発表した。2019年よりブランド名称をヴァージン・トレインズUSAに改称予定である 。この提携によりヴァージン・グループは少数株主となるが、過半数の株式は引き続きFortress Investment Groupが保有する予定。2019年4月4日、ヴァージントレインズUSAに改称した。
現在はヴァージンのブライトラインへの出資額で折り合いなどの理由で、現在両社の提携関係は解消されている。
2019年7月、新しくボカラトン、アベンチュラ、ポートマイアミの3駅を2020年までに開業させる計画を発表。
2023年9月22日にオーランド国際空港駅まで延伸。マイアミとオーランドの間は約3時間半で結ばれた。
2026年以降にオーランド国際空港駅からディズニー・スプリングスへの延伸も予定している。2022年6月、ブライトラインはディズニースプリングス駅への延伸ルートを変更すると発表した。新しいルートは「サンシャイン回廊（Sunshine Corridor）」と呼ばれ、オーランド近郊を結ぶ通勤鉄道「サンレール（SunRail）」との共同運行区間として整備される予定である。この変更により、ユニバーサルが建設中の第４のテーマパーク「エピック・ユニバース（Epic Universe）」やシーワールド（SeaWorld Orlando）などに隣接するエリアに新駅が建設される一方、当初ディズニーの敷地内に計画されていたディズニー・スプリングス（Disney Springs）駅については、敷地外へと変更されることになる。

## 沿革
- 2000年11月 - フロリダ州民の投票により高速鉄道設置が義務付けられる
- 2004年11月2日 - オーランドからタンパ間にジェットトレインを導入する計画が住民投票で否決される
- 2007年5月9日 - フォートレス社がフロリダ東海岸産業（英語版）とFlagler Development（英語版）を35億ドルで買収した[17]
- 2010年11月22日 - 新幹線輸出のためJR東海ら日本国内11社がフロリダ高速鉄道の応札を決定[18]
- 2011年2月17日 - リック・スコット州知事によってフロリダ高速鉄道計画が中止される[19]
- 2012年3月22日 - FECI社が「All Aboard Florida(AAF)Project」を発表[20]
- 2014年9月11日 - シーメンスの車両が採用される[21][22]
- 2017年3月29日 - フォートレス社がフロリダ東海岸鉄道（FEC）を21億ドルでGrupo Mexicoへ売却[23]
- 2018年1月13日 - ブライトラインがフォートローダーデール駅 - ウェストパームビーチ駅間で開業[24]。
- 2018年5月19日 - ブライトラインがマイアミ中央駅まで延伸[25]。
- 2018年9月18日 - エクスプレスウエストを買収。2023年着工、2027年開業の予定[26] 。
- 2019年4月4日 - ヴァージントレインズUSA(Virgin Trains USA)に改称
- 2019年6月24日 - オーランドまでの第二期区間が着工される[27]。
- 2023年9月22日 - オーランド国際空港駅まで延伸[28]

## 停車駅
- マイアミ中央駅：2018年5月19日開業

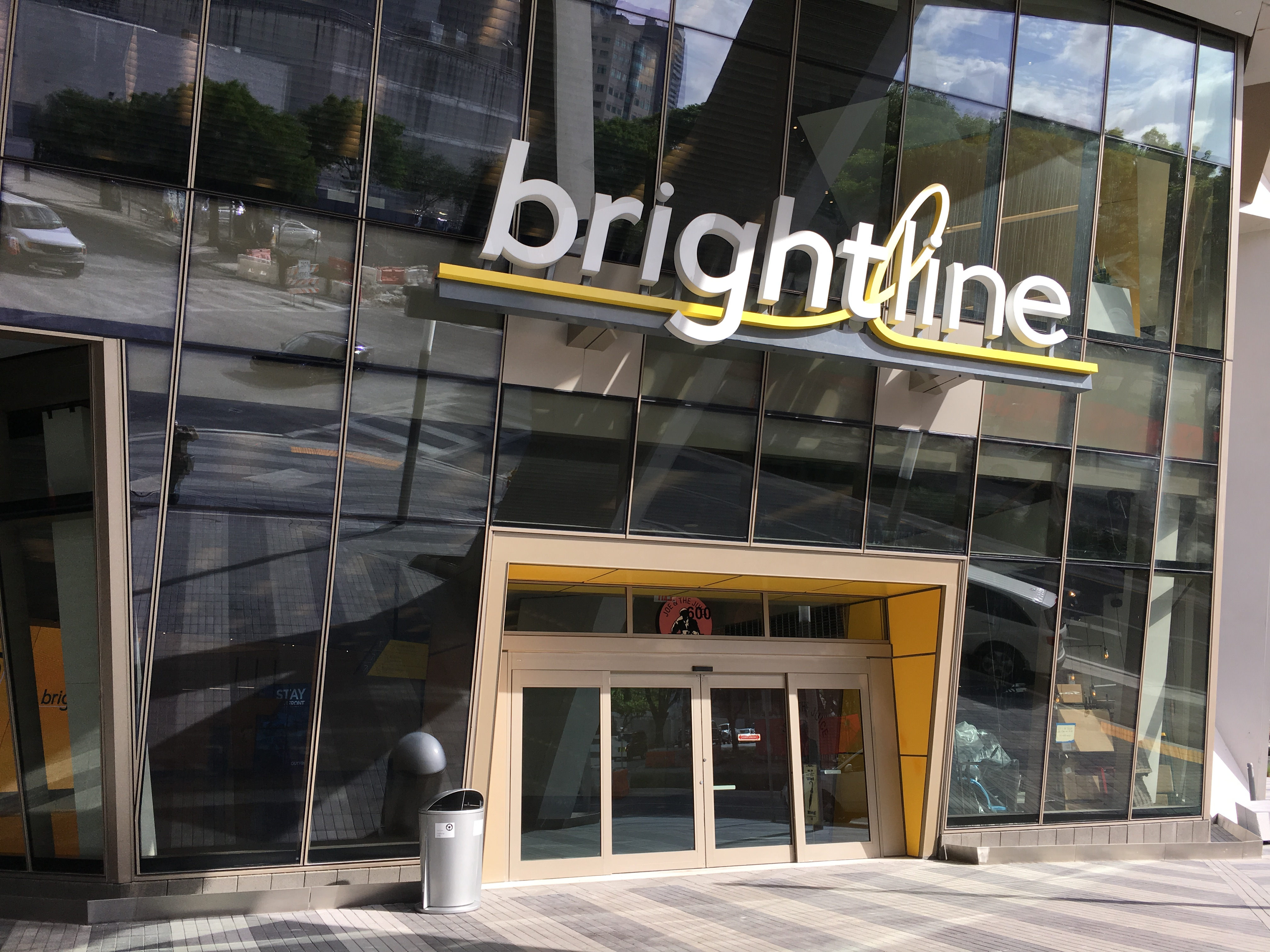
マイアミ中央駅

- アベンチュラ駅：2022年12月24日開業
- フォートローダーデール駅：2018年1月13日新設
- ボカラトン駅：2022年12月21日開業
- ウェストパームビーチ駅：2018年1月13日新設
- オーランド国際空港駅：2023年9月22日開業[29]

## 車両
車両はシーメンス・モビリティのディーゼル機関車「チャージャー」と客車「ベンチャー」が用いられている。新設区間の最高速度は時速125マイル (201km/h) だが、既設区間であるマイアミ - ウエストパームビーチ間の最高速度は、法規制により時速79マイル (127km/h) から100マイル (160km/h) に制限される。